# R·C·皮茨
罗伯特·C·“R·C”·皮茨（英語：Robert C. "RC" Pitts，1919年6月23日—2011年10月29日），美国男子篮球运动员，曾代表美国参加1948年夏季奥运会男子篮球比赛，并获得金牌。他曾代表阿肯色大学参加过校际比赛。